# Жуховицкий, Александр Абрамович
Алекса́ндр Абра́мович Жухови́цкий (1908—1990) — советский учёный-физикохимик, профессор, доктор химических наук.
А. А. Жуховицкий создал научную школу в газовой хроматографии. Им были предложены новые способы хроматографического определения лёгких и тяжёлых примесей в газах, разработан новый вариант хроматографии — хромадистилляция, дана теория и созданы высокочувствительные полупроводниковые, диэлектрические и пьезоэлектрические детекторы для хроматографии и регистрации весьма малых изменений температуры.

## Биография
Родился 5 сентября 1908 года.
Окончил Донской политехнический институт (1930).
В 1930—1948 годах работал в Физико-химическом институте имени Л. Карпова.
С 1948 года работал на кафедре физической химии Московского института стали и сплавов (ныне Национальный исследовательский технологический университет «МИСиС»), в том числе с 1949 по 1977 год возглавлял эту кафедру.
Жуховицким был разработан и реализован совершенно новый курс физической химии, ориентированный на подготовку инженеров-металлургов и специалистов в области физической химии металлургических процессов и физического металловедения.
В начале 1950-х годов на кафедре физической химии активно проводились исследования, связанные с применением метода радиоактивных индикаторов к изучению металлургических процессов и систем. Сюда относятся и работы, выполнявшиеся под руководством профессора Жуховицкого по изучению процессов диффузии компонентов в жидких металлургических шлаках, твёрдых и жидких сплавах.
Соавтор ряда авторских свидетельств СССР.

## Труды
Основные научные работы посвящены изучению поверхностных явлений, развитию теории растворов, хроматографии.
- Газовая хроматография : монография / А. А. Жуховицкий, Н. М. Туркельтауб. — М. : Гостоптехиздат, 1962. — 443 с.
- Термодинамика и кинетика диффузии в твёрдых телах / Б. С. Бокштейн, С. З. Бокштейн, А. А. Жуховицкий. — Москва : Металлургия, 1974. — 280 с. : ил.

### Учебники и учебные пособия
Ряд учебников и учебных пособий для вузов, в том числе учебник «Физическая химия» (1976), переведённый на ряд иностранных языков.
- Теория химической связи и применение гамма-резонансной спектроскопии к задачам квантовой химии : Курс лекций / А. А. Жуховицкий, Б. С. Бокштейн ; Под ред. проф. А. А. Жуховицкого ; Моск. ин-т стали и сплавов. Кафедра физ. химии. — Москва : [б. и.], 1972. — 142 с.
- Физико-химические основы металлургических процессов. — Москва: Металлургия, 1973. — 391 с. : черт.
- Физическая химия: Учебник для студ. вузов по спец. «Физ.-хим. исследования металлург. процессов» / А. А. Жуховицкий, Л. А. Абрамович. — Москва : Металлургия, 1976. — 543 с. : ил.
  - Физическая химия : Учеб. для студ. вузов … по металлург. спец. / А. А. Жуховицкий, Л. А. Шварцман. — 5-е изд., стер. — Москва : Металлургия, 2001. — 686, [1] с. : ил.; 21 см; ISBN 5-229-01256-0.
- Краткий курс физической химии: [Для металлург. спец. вузов] / А. А. Жуховицкий. — Москва: Металлургия, 1979. — 367 с. : ил.

### Научно-популярные работы
- Книга «Меченые атомы»[5] из серии «Научно-популярная библиотека».
- Применение искусственной радиоактивности в промышленности : Стенограмма публичной лекции / Д-р хим. наук А. А. Жуховицкий; Всесоюз. о-во по распространению полит. и науч. знаний. — Москва : [Правда], 1951. — 24 с.